# Meetkunde

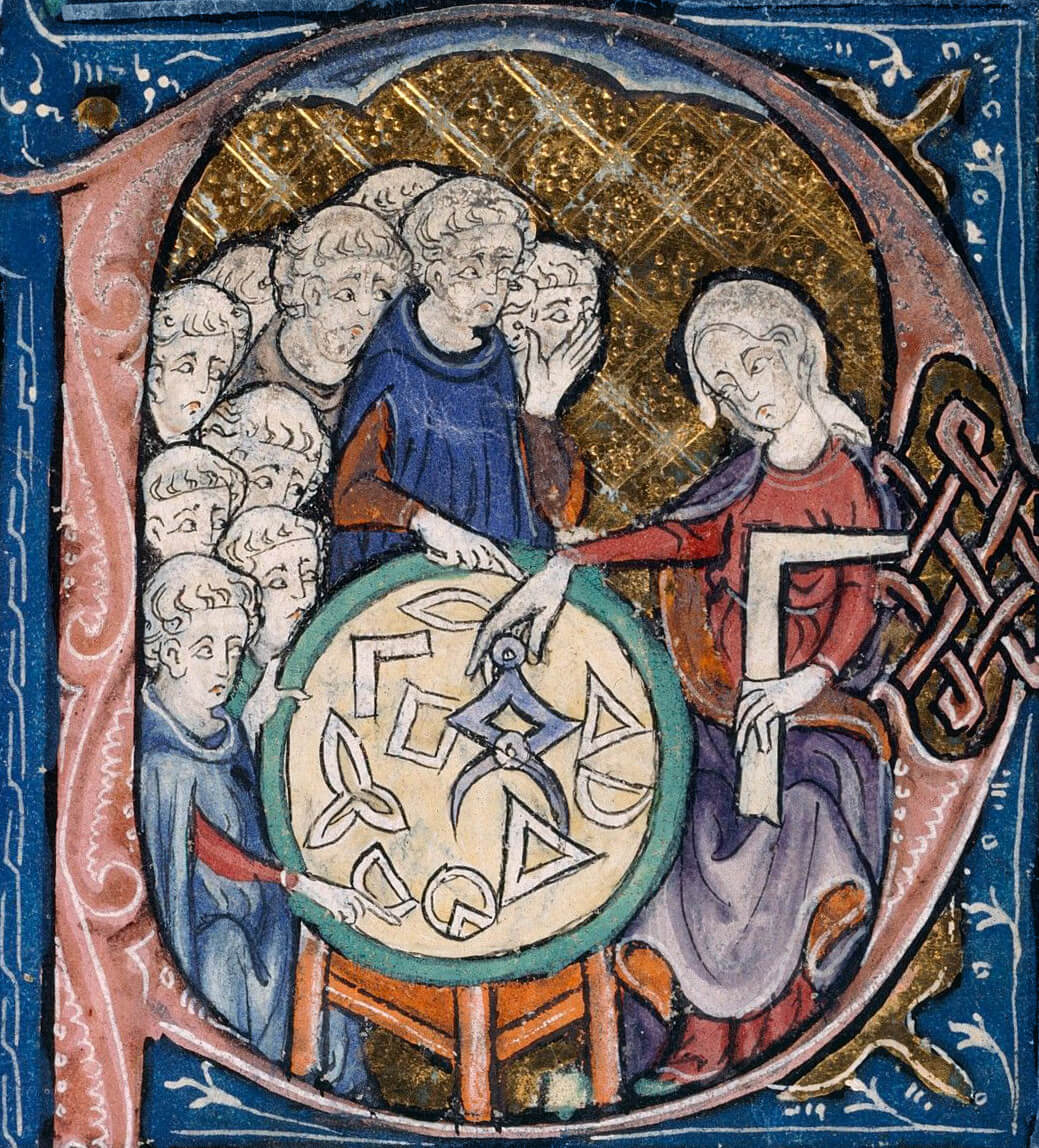
Een vrouw onderwijst studenten in de meetkunde. In de middeleeuwen was het ongewoon dat een vrouw afgebeeld werd als lerares, vooral omdat de afgebeelde studenten waarschijnlijk monniken zijn. Het is mogelijk dat de vrouw een personificatie van de meetkunde is.

De meetkunde, ook wel geometrie (van Oudgrieks: γεωμετρία, γῆ "aarde", μέτρον "maat"), het "meten van de aarde", is het onderdeel van de wiskunde, dat zich bezighoudt met het bepalen van afmetingen, vormen, de relatieve positie van figuren en de eigenschappen van die figuren en van de ruimte waarin ze geplaatst zijn. De specifiek Nederlandse term meetkunde werd rond 1600 door de Vlaamse wiskundige Simon Stevin geïntroduceerd. Een wiskundige die op het gebied van de meetkunde werkt, wordt een meetkundige genoemd.
De meetkunde is een van de oudste wetenschappen. Aanvankelijk begonnen als een geheel van praktische kennis over lengten, oppervlakten en volumen werd de meetkunde in de 3e eeuw v.Chr. door Euclides van Alexandrië van een axiomatisch fundament voorzien. Al in het klassieke Griekenland werden de eerste axioma's geformuleerd (waaronder de postulaten van Euclides), waar later de gehele meetkunde zich uit heeft ontwikkeld. De axioma's werden gebruikt voor de wiskundige definitie van punten, rechte lijnen, krommen en vlakken. Euclides' behandeling van de meetkunde – de euclidische meetkunde – was bijna 2000 jaar de norm, waaraan al het andere werk werd afgemeten.
Opmerkingen
- De meetkunde is een deelwetenschap van de wiskunde. Evenwel, ook de onderwerpen die in de meetkunde worden bestudeerd (de meetkundige structuren), worden meetkunde genoemd: zo'n onderwerp is dan een meetkunde; zie het hierna volgende overzicht waarin enkele van die meetkundes worden genoemd.
- Daarnaast wordt meetkunde ook metonymisch gebruikt: les krijgen in de meetkunde ("het volgende lesuur hebben we meetkunde").
- De beschrijving van ruimtelijke objecten, zoals wegen en gebouwen, wordt vaak de geometrie van zo'n object genoemd. Betreft dat gebouwen, dan spreekt men van pandgeometrie.[2]

## Overzicht
De ons bekende ontwikkeling van de meetkunde omspant meer dan twee millennia. De opvatting wat men precies onder meetkunde verstaat heeft door de eeuwen heen een evolutie doorgemaakt.

### Praktische meetkunde

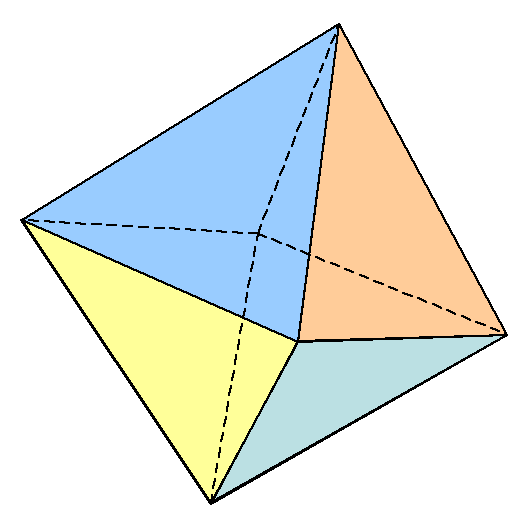
Een regelmatig achtvlak is een meetkundig figuur

Er bestaat weinig twijfel dat de meetkunde is ontstaan als een praktische wetenschap, die zich bezighield met landmeten, afmetingen van voorwerpen, oppervlakte en volumen. Onder de opmerkelijke prestaties vindt men de formules voor het berekenen van lengten, oppervlakten en inhoud (volume), zoals de stelling van Pythagoras, omtrek en oppervlakte van een cirkel, oppervlakte van een driehoek, het volume van een cilinder, sfeer of piramide. Ontwikkelingen in de astronomie hebben samen met de daarmee gepaard gaande computationele technieken tot de opkomst van de trigonometrie (goniometrie) en de boldriehoeksmeetkunde geleid.

### Axiomatische meetkunde
Een methode om bepaalde ontoegankelijke afstanden en hoogten te berekenen op basis van gelijkvormigheid van meetkundige figuren wordt toegeschreven aan Thales van Milete. Deze methode liep vooruit op de meer abstracte benadering van de meetkunde, zoals door Euclides van Alexandrië uiteen werd gezet in zijn Elementen. Euclides voerde bepaalde axioma's (ook postulaten genoemd) in, op basis waarvan hij primaire of vanzelfsprekende eigenschappen van punten, lijnen en vlakken formuleerde. Daarna ging hij over tot een strenge deductie van andere eigenschappen van deze wiskundige objecten met behulp van wiskundige en logische redeneringen. Het karakteristieke kenmerk van de aanpak van Euclides van de meetkunde was haar strengheid. In het begin van de 20e eeuw gebruikte David Hilbert een eigen axiomatisch systeem in zijn poging om Euclides' werk te updaten en zo een modern fundament voor de meetkunde te leggen.

### Meetkundige constructies
In de Griekse oudheid besteedden wiskundigen bijzondere aandacht aan de constructie van reeds bekende meetkundige objecten. Klassieke instrumenten die werden toegestaan in de meetkundige constructies waren de passer en een liniaal zonder schaalverdeling; dat laatste omdat er nog geen symbolische notatie van getallen was. Getalwaarden werden weergegeven door geconstrueerde lengten en oppervlakten. Sommige problemen bleken echter moeilijk of onmogelijk met deze middelen alleen op te lossen. Men vond ingenieuze constructies met behulp van parabolen en andere krommen, zelfs mechanische apparaten. De aanpak van meetkundige problemen met meetkundige of mechanische middelen staat bekend als de synthetische meetkunde.

### Analytische meetkunde
De Pythagoreërs beschouwden reeds de rol van getallen in de meetkunde. De ontdekking van de incommensurabele lengten, die volkomen in strijd waren met hun filosofische opvattingen, zorgde echter voor een crisis en leidde ertoe dat men de studie van de (abstracte) getallen verliet ten gunste van (concrete) meetkundige grootheden, zoals de lengte en de oppervlakte van figuren. Getallen werden in de vorm van coördinaten pas opnieuw in de meetkunde geïntroduceerd door René Descartes, die besefte dat de studie van meetkundige vormen door hun algebraïsche weergave kan worden vergemakkelijkt. De analytische meetkunde past algebraïsche methoden toe op de meetkundige vragen, typisch door meetkundige krommen en algebraïsche vergelijkingen aan elkaar te relateren. Deze ideeën speelden in de 17e eeuw een belangrijke rol in de ontwikkeling van de analyse en leidden tot de ontdekking van vele nieuwe eigenschappen van krommen. De moderne algebraïsche meetkunde beschouwt gelijksoortige vragen, maar dan op een veel abstracter niveau.

#### Vectormeetkunde
Meetkunde met behulp van vectoren en vectorvoorstellingen. Door vectoren uit te drukken als de coördinaten van hun eindpunten, kan vectormeetkunde herleid worden tot analytische meetkunde. Allerlei meetkundige grootheden, waarvan afstanden en lengten slechts de eenvoudigste voorbeelden zijn, kunnen zo overzichtelijk worden berekend, in twee, drie of (veel) meer dimensies. Ingewikkelde fysische problemen kunnen zo met methodes uit de analytische meetkunde worden berekend, terwijl andersom meetkundige inzichten langs deze weg kunnen worden toegepast op algebraïsche en fysische problemen.

### Projectieve meetkunde
Meetkundigen beschouwden in de klassieke oudheid vragen van relatieve posities of de ruimtelijke relatie van meetkundige figuren en vormen. Enkele voorbeelden worden gegeven door ingeschreven- en omgeschreven cirkels van veelhoeken, lijnen die kegelsneden doorsnijden en raken, de stellingen van Pappos en Menelaos configuraties van punten en lijnen. In de middeleeuwen werden nieuwe en ingewikkeldere onderwerpen van dit type bestudeerd: zoals voor bollen het kusgetal, de dichtste stapeling en het vermoeden van Kepler. De meeste van deze vragen betreffen 'vaste' meetkundige vormen, zoals lijnen of bollen. Projectieve, convexe en discrete meetkunde zijn drie subdisciplines binnen de huidige meetkunde, die zich met deze en aanverwante vragen bezighouden.
Een nieuw hoofdstuk in Geometria situs werd door Leonhard Euler geopend, die metrische eigenschappen van meetkundige figuren opmerkte en hun meest fundamentele meetkundige structuren louter en alleen op basis van vorm bestudeerde. Topologie kwam voort uit de meetkunde, maar veranderde in een groot onafhankelijk deelgebied van de wiskunde, waar geen onderscheid wordt gemaakt tussen wiskundige objecten die door een continue transformatie in elkaar over kunnen gaan. De objecten kunnen evenwel nog enige meetkundige eigenschappen bewaren, zoals in het geval van hyperbolische knopen.

### Niet-euclidische meetkunde
In de meer dan tweeduizend jaar sinds Euclides bleef het basisbegrip van de ruimte in essentie onveranderd. Dit hoewel het bereik van de gestelde en beantwoorde meetkundige vragen zich in deze tijd onvermijdelijk sterk uitbreidde. Immanuel Kant voerde aan dat er slechts een, absolute, meetkunde bestond, die door een innerlijke faculteit van de geest als a priori voor waar aangezien werd: euclidische meetkunde was synthetisch a priori. Deze dominante opvatting werd op zijn kop gezet door de revolutionaire ontdekking van de niet-euclidische meetkunde in de werken van Gauss (die deze theorie overigens nooit publiceerde), Bolyai, en Lobatsjevski, die heeft aangetoond dat de gewone euclidische ruimte slechts een van de mogelijke bases voor de ontwikkeling van een meetkunde is. Een brede visie op het onderwerp van de meetkunde werd vervolgens door Bernhard Riemann tot uitdrukking gebracht in zijn inaugurele college Über die hypothesen, welche der Geometrie zu Grunde liegen (Over de hypotheses, die ten grondslag liggen aan de meetkunde), dat pas na zijn dood werd gepubliceerd. Riemanns nieuwe ideeën over de ruimte bleken van cruciaal belang in de ontwikkeling van de Einsteins algemene relativiteitstheorie en de Riemann-meetkunde, waarin zeer algemene ruimten worden beschouwd, waarin het begrip lengte is gedefinieerd.

### Symmetrie

Een betegeling van het hyperbolische vlak

Het thema van symmetrie in de meetkunde is bijna zo oud als de wetenschap van de meetkunde zelf. De cirkel, de regelmatige veelhoeken en regelmatige veelvlakken of platonische lichamen bezaten voor vele antieke filosofen een diepe betekenis en werden in de tijd van Euclides in detail onderzocht. Symmetrische patronen komen in de natuur voor en werden kunstzinnig in een veelheid van vormen weergegeven, waaronder de in wiskundige kringen bijzonder geliefde grafieken van Escher. Toch was het pas in de tweede helft van de 19e eeuw dat de verbindende rol van symmetrie in de grondslagen van de meetkunde werd herkend. Felix Kleins Erlanger Programm verklaarde dat, in een zeer precieze betekenis, symmetrie, uitgedrukt via de notie van een transformatiegroep, bepaalt wat meetkunde is. In de klassieke euclidische meetkunde wordt symmetrie vertegenwoordigd door congruenties en vaste bewegingen, terwijl in de projectieve meetkunde een analoge rol wordt gespeeld door collineaties, meetkundige transformaties die rechte lijnen in rechte lijnen transformeren. Het was echter in de nieuwe meetkunden van Bolyai en Lobatsjevski, Riemann, Clifford en Klein, en Sophus Lie dat Kleins idee om een 'meetkunde te definiëren via haar symmetriegroep' het meest invloedrijk bleek. Zowel discrete als continue symmetrieën spelen een prominente rol in de meetkunde, de eerste in de topologie en meetkundige groepentheorie, de laatste in de Lie-theorie en de Riemann-meetkunde.

### Moderne meetkunde
Moderne meetkunde is de titel van een populair handboek door Dubrovin, Novikov en Fomenko, waarvan de eerste editie in 1979 (in het Russisch) werd gepubliceerd. Het bijna 1000 pagina's dikke boek heeft een belangrijke leidraad: meetkundige structuren van verschillende typen variëteiten en hun toepassingen in de hedendaagse theoretische natuurkunde. Een kwart eeuw na haar publicatie blijven de differentiaalmeetkunde, algebraïsche meetkunde, symplectische meetkunde en Lie-theorie, die in dit boek worden behandeld, tot de meest zichtbare gebieden van de moderne meetkunde behoren, met meerdere verbindingen naar andere deelgebieden van de wiskunde en de natuurkunde.

## Geschiedenis van de meetkunde
De landmeetkunde ontwikkelde zich bij de oude Egyptenaren: ieder jaar stroomde de Nijl over en veranderde het land. Met hun nieuwe inzicht konden zij de meetkunde gebruiken in de architectuur, de astronomie en de landbouw.
De Elementen van Euclides van omstreeks 300 v.Chr., was een van de belangrijkste vroege teksten over de meetkunde. In dit werk presenteerde Euclides de meetkunde in een ideale axiomatische vorm die bekend kwam te staan als de euclidische meetkunde. De verhandeling is niet, zoals soms wordt gedacht, een compendium van alles wat de Hellenistische wiskundigen op dat moment over de meetkunde wisten, maar veeleer is het een elementaire inleiding tot de toenmalige wiskunde, die voor een groot deel overeenkomt met wat wij tegenwoordig meetkunde noemen. Euclides schreef zelf acht meer geavanceerde boeken over de meetkunde. We weten uit verwijzingen in andere klassieke werken dat de Elementen niet het eerste elementaire meetkundige leerboek was, maar na het verschijnen van het werk van Euclides, raakten de eerdere werken in onbruik en omdat zij niet meer gekopieerd werden, gingen zij op den duur verloren.
Gedurende lange tijd was de meetkunde de studie van vlakke en ruimtelijke figuren.
In het begin van de 17e eeuw vonden er twee belangrijke ontwikkelingen in de meetkunde plaats. De eerste, en belangrijkste, was de formulering van de analytische meetkunde, of meetkunde met coördinaten en vergelijkingen door René Descartes (1596-1650) en Pierre de Fermat (1601-1665). In deze analytische meetkunde voerde men een rechthoekig assenstelsel in, waarmee meetkundige objecten met behulp van getallen en vergelijkingen konden worden beschreven.
Dit was een noodzakelijke voorloper van de ontwikkeling van de analyse en een exacte kwantitatieve natuurwetenschap. De tweede meetkundige ontwikkeling in deze periode was de systematische studie van de projectieve meetkunde door Girard Desargues (1591-1661). Projectieve meetkunde is de studie van de meetkunde zonder metingen, alleen de manier hoe punten zich ten opzichte van elkaar verhouden wordt bestudeerd.
Ook in de 19e eeuw veranderden twee ontwikkelingen in de meetkunde de manier, waarop de meetkunde werd bestudeerd. Dit waren de ontdekking van de niet-euclidische meetkundes door Lobatsjevski, Bolyai en Gauss en de formulering van het begrip symmetrie als de centrale overweging in het Erlanger Programm van Felix Klein.
De aanleiding voor de niet-euclidische meetkunde was een heel praktische: de klassieke tweedimensionale euclidische meetkunde is niet op het aardoppervlak van toepassing; op het gekromde vlak geldt het parallellenpostulaat van Euclides niet. Langzaamaan ontstonden er meer verschillende niet-euclidische meetkundes. Deze meetkunden bleken bijvoorbeeld zeer goed bruikbaar bij de beschrijving van de ruimte volgens de algemene relativiteitstheorie van Albert Einstein. Tegenwoordig blijft de meetkunde dus zeker niet meer alleen beperkt tot het platte vlak; een ruimte kan veel meer dimensies hebben, en bijvoorbeeld ook oprekbaar zijn. Zie bijvoorbeeld de topologie, ofwel de meetkunde van rekbare oppervlakken. De stereometrie is de meetkunde in drie dimensies.
Klein veralgemeende de euclidische en de niet-euclidische meetkundes. Twee van de belangrijkste meetkundigen van de 19e eeuw waren Bernhard Riemann, die voornamelijk met instrumenten uit de wiskundige analyse werkte en die het Riemann-oppervlak introduceerde, en Henri Poincaré, de man die de algebraïsche topologie en de meetkundige theorie van dynamische systemen introduceerde.
Tegelijk, aan het begin van de 19e eeuw werd door Gaspard Monge de beschrijvende meetkunde ontwikkeld.

## Voetnoten
1. ↑  Margriet van der Heijden. Oerknal: dat is pas klare taal. NRC Handelsblad, 15 mei 2021.
2. ↑  Wet Basisregistraties adressen en gebouwen (BAG), art. 7. Gearchiveerd op 22 oktober 2023.
3. ↑  Kline (1972), Mathematical thought from ancient to modern times, Oxford University Press, blz. 1032. Kant verwierp de logische (analytische a priori) mogelijkheid van de niet-euclidische meetkunde niet, zie Jeremy Gray, "Ideas of Space Euclidean, Non-Euclidean, and Relativistic", Oxford, 1989; blz. 85. Sommigen hebben geïmpliceerd dat, in dit licht, Kant in feite de ontwikkeling van de niet-euclidische meetkunde had voorspeld, zie Leonard Nelson, "Philosophy and Axiomatics" (Filosofie en axiomatiek), Socratic Method and Critical Philosophy, Dover, 1965; p. 164.
4. ↑  (en)  Carl Boyer (1991), hfdst.: Euclid of Alexandria, blz 104: The Elements was not, as is sometimes thought, a compendium of all geometric knowledge; it was instead an introductory textbook covering all elementary mathematics.

algebra · lineaire algebra · meetkunde · goniometrie · rekenkunde · integraalrekening · getaltheorie · speltheorie · groepentheorie · verzamelingenleer · statistiek · kansrekening · topologie